# Ypthima paupera
Ypthima paupera är en fjärilsart som beskrevs av Ungemach 1932. Ypthima paupera ingår i släktet Ypthima och familjen praktfjärilar. Inga underarter finns listade i Catalogue of Life.